# Falconer (roman)
Falconer is in 1977 geschreven door de Amerikaanse schrijver John Cheever.
Het verhaal gaat over Ezekiel Farragut, een universitair docent en drugsverslaafde die vastzit in de "Falconer State" gevangenis vanwege de moord op zijn broer.
Farragut vecht om zijn menselijkheid te behouden totdat hij een affaire begint met een andere gevangene.
Time Magazine voegde het boek toe in de:"TIME 100 Best English-language Novels from 1923 to 2005".